# Вороновцы (Мурованокуриловецкий район)
Вороновцы (укр. Воронівці) — село на Украине, находится в Мурованокуриловецком районе Винницкой области.
Код КОАТУУ — 0522880403. Население по переписи 2001 года составляет 252 человека. Почтовый индекс — 23412. Телефонный код — 4356. Занимает площадь 1,005 км².

## Адрес местного совета
23412, Винницкая область, Мурованокуриловецкий р-н, с. Бахтин, ул. 40-летия Победы, 22